# Carretera Austral
Carretera Austral (kar v španščini pomeni »južna avtocesta«) je 1.240 km dolga cesta, ki povezuje južne predele Čila (regiji Los Lagos in Aysén) med krajema Puerto Montt in Villa O'Higgins. V državnem cestnem sistemu je označena s številko 7. 
Ceste je znana tudi kot cestni Carretera Presidente Pinochet ali Carretera Longitudinal Austral Presidente Pinochet.
Gradnja ceste se je pričela leta 1976 v času vladavine Augusta Pinocheta. Namen je bil povezati in izboljšati življenjske razmere v redko poseljenem južnem delu države z izoliranimi kraji, ki so bili dosegljivi le po zraku, morju ali prek ozemlja sosednje Argentine, s katero je bil Čile takrat na robu vojne zaradi nerešenih ozemeljskih sporov. Cesto je gradilo približno 10.000 vojakov (Cuerpo Militar del Trabajo), ki zaradi težavnega terena (gozdovi, fjordi, močvirja, jezera, reke...) in neprijaznih podnebnih razmer v večjem delu niso mogli uporabljati gradbene mehanizacije. Prvo odseki ceste so bili odprti leta 1988, do leta 1996 so dogradili odsek do Puerto Yungaya, zadnjih 100 km do Ville O'Higgins pa so dokončali leta 2000. Uradno je gradnja terjala 11 življenj in stala več kot 200 milijonov dolarjev, zaradi česar velja za najdražji državni projekt 20. stoletja. Še danes je večina ceste makadamska, saj njeno asfaltiranje poteka počasi.
Cesta skupno povezuje 37 krajev. Večji izmed njih so (od severa proti jugu) Hornopirén, Chaitén, Coyhaique (za Puerto Monttom največji kraj vzdolž ceste), Puerto Ingeniero Ibáñez, Chile Chico, Cochrane, Puerto Yungay in Villa O'Higgins.
Cesta je prekinjena na treh mestih, ki jih je potrebno premostiti s trajekti: prvič približno 45 km od Puerto Montta čez ustje reke Reloncaví, ki traja okoli 30 minut, drugič 110 km oiz Puerto Montta, med krajema Hornopirén in Caleta Gonzalo (okoli polotoka Huequí), ki traja približno 5 ur, zadnjič pa se je potrebno vkrcati na trajekt za 50 minutno vožnjo med krajema Puerto Yungay in Río Bravo (čez Fiordo Mitchell) okoli 100 km pred Villo O'Higgins. Linija med Hornopirénom in Caleto Gonzalo obratuje le januarja in februarja, tako da je celotna Carretera Austral v celotni dolžini prevozna le dva meseca v letu. 
Ker naravne prepreke (ledeniško polje Campo de Hielo Sur) preprečujejo nadaljnjo gradnjo ceste, skrajni jug Čila ostaja brez neposredne kopenske povezave s preostankom države. 